# Национальный банк Бельгии
Национальный банк Бельгии (нидерл. Nationale Bank van België, фр. Banque nationale de Belgique, нем. Belgische Nationalbank) — центральный банк Бельгии. Банк основан 5 мая 1850 года как корпорация. Национальный банк Бельгии является членом Европейской системы центральных банков.

## Деятельность
Основные задачи, решаемые Национальным банком Бельгии:
- денежно-кредитная политика государства,
- выпуск банкнот евро и размещении их в обращение,
- сбор, анализ и распространение экономической и финансовой информации,
- поддержание стабильности финансового сектора Бельгии,
- банк представляет интересы Бельгии в международных экономических институтах,
- предоставление банковских услуг государству, физическим и юридическим лицам.

Активы банка на конец 2020 года составили 298,59 млрд евро (на конец 2019 года — 182 млрд евро, на конец 2016 года — 131 млрд евро), в том числе ценные бумаги — 171 млрд евро, займы кредитным институтам — 81 млрд евро, золото — 11,29 млрд евро. Основными категориями пассивов являются средства кредитных институтов (текущие счета и депозиты) — 146 млрд евро, банконоты в обращении — 48,08 млрд евро. В банке работает более 2 тысяч человек.
50 % плюс одна акция Национального банка Бельгии принадлежат правительству Бельгии, оставшиеся 50 % минус одна акция котируются на бирже Euronext Brussels (Euronext: BNB), рыночная капитализация на сентябрь 2021 года составляла 680 млн евро.

## Управляющие Национального банка Бельгии

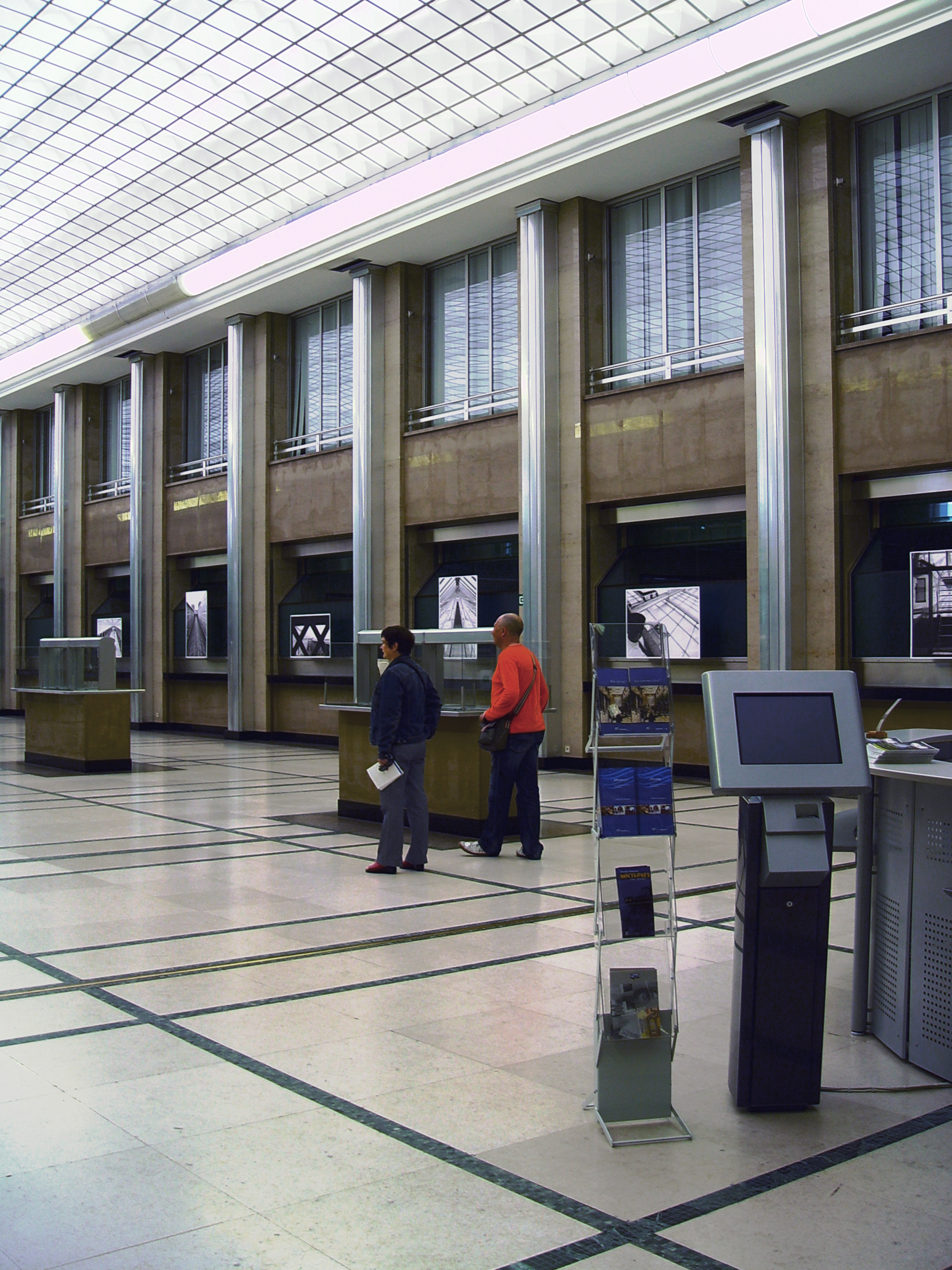
Национальный банк Бельгии изнутри

- François-Philippe de Haussy (1850—1869)
- Eugène Prévinaire (1870—1877)
- André-Eugène Pirson (1877—1881)
- Alexandre Jamar (1882—1888)
- Eugène Anspach (1888—1890)
- Victor Van Hoegaerden (1891—1905)
- Théophile de Lantsheere (1905—1918)
- Leon Van der Rest (1918—1923)
- Fernand Hautain (1923—1926)
- Луи Франк (1926—1937)
- Georges Janssen (1938—1941)
- Albert Goffin (1941)
- Жорж Тёнис (1941—1944)
- Maurice Frère (1944—1957)
- Hubert Ansiaux (1957—1971)
- Robert Vandeputte (1971—1975)
- Cecil de Strycker (1975—1982)
- Jean Godeaux (1982—1989)
- Alfons Verplaetse (1989—1999)
- Guy Quaden (1999—2011)
- Luc Coene (2011—2015)
- Jan Smets (2015—2019)
- Pierre Wunsch (2019—настоящее время)